# JR貨物UT14G形コンテナ
UT14G形コンテナ（UT14Gがたコンテナ）は、日本貨物鉄道（JR貨物）輸送用として籍を編入している、20 ft形の私有コンテナ（タンクコンテナ）である。

## 概要
本形式の数字部位 「 14 」は、コンテナの容積を元に決定される。このコンテナ容積14㎥の算出は、厳密には端数四捨五入計算の為に、内容積13.5 - 14.4㎥の間に属するコンテナが対象となる。また形式末尾のアルファベット一桁部位 「 G 」は、恒常的に鉄道輸送するISO 668規格の国際海上コンテナを私有化した、非危険品（いわゆる普通品）タンクコンテナに付与されている。

## 特記事項
もともと、国際的なタンクコンテナの内容物は、液体又は気体類である。従って、海上コンテナ由来の本コンテナでは、日本国内仕様の鉄道用私有タンクコンテナにみられるような粉末又は、粒状貨物類は積載できない。
また海上輸送用の危険物タンクコンテナへ積荷を充填する際の注意点は、原則として充填率80 %以上、95 %以内に収める規定として、国連機関で定めている危険物輸送の規則（IMDG ＝ International Maritime Dangerous Goods Code）がある。
なお本形式のように、国際海上コンテナ由来の非危険物輸送用タンクコンテナにおいても、特にトレーラー輸送時などでの高速道路走行安定性確保の観点により、上記の危険物輸送用コンテナと同様の充填率が推奨されている。さらに、危険物用と同様にタンク内での液体の波を抑えるための波防板などの設置が望まれる。

## 番台毎の概要

### 95000番台
95001
日本石油輸送所有、JA東日本くみあい飼料借受、魚油（DHA-22IN）専用。最大総重量13.5 t。タンク保護枠付き四角形外観。2段積可能。海上コンテナ専用タイプコード (20 T6)。
　　↓
日本石油輸送所有、鹿島飼料借受、魚油（DHA-22IN）専用。最大総重量13.5 t。タンク保護枠付き四角形外観。2段積可能。海上コンテナ専用タイプコード (20 T6)。

## 外部サイト
- コンテナの絵本
- コンテナ日和